# Туристична асоціація України
Туристична асоціація України (ТАУ) — всеукраїнська громадська організація в галузі туризму.

## Історія
Створена у квітні 1998 року в місті Києві на підставі Законів України «Про туризм» та «Про об'єднання громадян». Організація є професійним об'єднанням підприємств сфери туризму України.
ТАУ об'єднує провідних представників туристичного бізнесу України та активно розвиває вітчизняний ринок туристичних послуг.
2 березня 2001 року, відзначаючи вагомий внесок асоціації у розвиток та розбудову вітчизняної туристичної галузі, з метою стимулювання розвитку туризму в Україні, підтримки вітчизняних суб'єктів туристичної діяльності, створення сучасної туристичної індустрії та зважаючи на міжнародну практику залучення громадських організацій до участі в розбудові туристичної галузі, діяльність асоціації схвалено Указом Президента України № 127/2001.

## Мета та напрямки діяльності асоціації
1. Захист прав та інтересів українських суб'єктів туристичної та суміжних галузей; захист прав туристів.
2. Сприяння розвитку туризму в Україні[4].
3. Популяризація в'їзного та внутрішнього туризму.
4. Формування позитивного іміджу України в світі.
5. Раціональне природокористування та збереження історико-культурних пам'яток.
6. Створення дієвої нормативно-правової бази та державної політики для функціонування вітчизняного туризму.
7. Партнерство у сфері освіти та науки, державного регулювання[5][6], міжнародного обміну досвідом тощо.

## Структура управління ТАУ
Вищою посадовою особою в асоціації є Президент Асоціації. Поточне керівництво Асоціацією здійснює Виконавчий комітет Ради Асоціації.
Принцип роботи асоціації побудований на територіальній ознаці. Асоціація має регіональні осередки, що створені в місті Києві, областях України, в Автономній Республіці Крим та місті Севастополі.
Центральні органи Асоціації — Рада та Ревізійна комісія Асоціації — знаходяться у місті Києві.
В Асоціації передбачено як колективне, так і індивідуальне членство.

## Склад виконавчого комітету Ради ТАУ[7]
| Посада в Асоціації / Організація                                                                                                   | Особа                         |
| --- | ----------------------------- |
| Президент Туристичної асоціації України                                                                                            | Вихристенко Борис Іванович    |
| Перший віце-президент Асоціації / президент Української зовнішньо-економічної корпорації з іноземного туризму «Укрзовнішінтур»     | Безносюк Віталій Дмитрович    |
| Перший віце-президент Асоціації, голова Київської міської організації Туристичної асоціації України / президент ТОВ «Червона рута» | Соколов Юрій Дмитрович        |
| Віце-президент Асоціації / генеральний директор ТОВ «Олімп Тревел ЛТД»                                                             | Волошина Тетяна Павлівна      |
| Віце-президент Асоціації | Опанасюк Наталія Анатоліївна  |
| Віце-президент Асоціації / президент ПП «Міжнародне агентство з культурних обмінів та туризму «Україна-Русь»                       | Романюк Степан Васильович     |
| Відповідальний секретар Асоціації / віце-президент ТОВ «Либідь-Київ»                                                               | Габриелян Світлана Григорівна |
| Генеральний директор ТОВ «Туристичне авіаагентство»                                                                                | Глушенков Ігор Євгенович      |
| Перший проректор Інституту туризму ФПУ                                                                                             | Попович Сергій Іванович       |

## Склад ТАУ
До складу Туристичної асоціації України входить понад 350 представників сфери туризму й суміжних галузей з різних регіонів України:
- туристичні підприємства — «Арктур», «Діалог-Київ», «Інтурист-Запоріжжя», «Либідь-Київ», «Модес», «Руада», «Олімп Тревел ЛТД», «Світ-тур», «Тріада Тревел Бюро», «Україна-Русь», «Укрзовнішінтур», «Універсальне агентство з продажу авіаперевезень», «Червона Рута», «Бітско», «Пласке».
- підприємства готельного господарства — «Дністер», «Ореанда», «Пролісок», «Русь», «Черемош»;
- авіакомпанії — «Міжнародні авіалінії України», «Національні авіалінії України», «Хорс»;
- навчальні заклади — Донецький інститут турбізнесу, Інститут туризму Федерації профспілок України;
- спеціалізовані засоби масової інформації — «Крила», «Міжнародний туризм», «Україна туристична»;
- санаторно-курортні об'єднання — «Трускавецькурорт»;
- громадські організації — Кримська асоціація туристичних агентств, Міжнародна асоціація авіаперевізників України, Харківська асоціація туристичних агентств;
- іноземні туристичні компанії — «Атлас Тревел Сервіс» (Польща), Американська круїзна компанія «Imperial Travel «New Way Group», ТОВ «Предекс» (Росія) тощо[8][7].

## Реалізовані проекти
- Всеукраїнська туристична професійна програма «Кришталевий лелека» (діяла до 2007 р.)[9];
- Наукові дослідження, маркетингові заходи та моніторинг галузі, юридична допомога, професійні консультації;
- Участь в міжнародних та українських туристичних виставках, круглих столах, конференціях тощо;
- Підготовка змін до Закону України «Про туризм» та інших правових актів;
- Підготовлено та видано добірку нормативно-правових актів та інструктивних матеріалів з питань оподаткування та бухгалтерського обліку суб'єктів туристичного підприємництва;
- Вперше в Україні систематизовано та видано друком п'ятитомне офіційне видання нормативно-правових актів «Туризм в Україні»;
- Участь у розробці Концепції Державної програми розвитку туризму в Україні;
- Постійна співпраця з Київським національним торговельно-економічним університетом та іншими навчальними закладами[7];
- Активна науково-дослідна діяльність членів асоціації;
- Співзасновник Фахової асамблеї у сфері туризму України (ФАСТУ)[10];
- Співпраця з Кабінетом міністрів України, Верховною Радою України, Міністерством культури України, Міністерством економічного розвитку та торгівлі України, Державним агентством України з туризму та курортів, Київською міською державною адміністрацією тощо;
- Входження представників Асоціації до Експертної ради профільного підкомітету Верховної Ради України.

## Проєкти 2015 року
У вересні 2015 року представники асоціації (Н. А. Опанасюк, С. І. Попович, Ю. Б. Забалдіна та ін.) почали реалізацію проєкту «Місто: розвиток через туризм», який передбачає юридичну, освітню, консультаційну та маркетингову підтримку невеликих міст з метою розвитку туризму. За період існування проєкту проведено ряд зустрічей з представниками таких населених пунктів як Чугуїв, с. Бобриця, Путивль, Біла Церква тощо. У грудні 2015 року віцепрезидент ТАУ Степан Романюк висловив думку щодо стану розвитку туризму в Україні та наявних проблем, а також запропонував шляхи подолання української туристичної кризи.